# (Z)-3-heksen-1-ol acetiltransferaza
(Z)-3-heksen-1-ol acetiltransferaza (EC 2.3.1.195, CHAT, At3g03480) je enzim sa sistematskim imenom acetil-KoA:(3Z)-heks-3-en-1-ol acetiltransferaza. Ovaj enzim katalizuje sledeću hemijsku reakciju
acetil-KoA + (3Z)-heks-3-en-1-ol {\displaystyle \rightleftharpoons } KoA + (3Z)-heks-3-en-1-il acetat
Ovaj enzim je odgovoran za produkciju (3Z)-heks-3-en-1-il acetata, glavnog lako isparljivog jedinjenja koji se oslobađa nakon mehaničkog oštećenja lista Arabidopsis thaliana.

## Literatura
- Nicholas C. Price; Lewis Stevens (1999). Fundamentals of Enzymology: The Cell and Molecular Biology of Catalytic Proteins (Third изд.). USA: Oxford University Press. ISBN 019850229X.
- Eric J. Toone (2006). Advances in Enzymology and Related Areas of Molecular Biology, Protein Evolution (Volume 75 изд.). Wiley-Interscience. ISBN 0471205036.
- Branden C; Tooze J. Introduction to Protein Structure. New York, NY: Garland Publishing. ISBN 0-8153-2305-0.
- Irwin H. Segel. Enzyme Kinetics: Behavior and Analysis of Rapid Equilibrium and Steady-State Enzyme Systems (Book 44 изд.). Wiley Classics Library. ISBN 0471303097.

## Spoljašnje veze
- (Z)-3-hexen-1-ol+acetyltransferase на 